# New Musical Star
New Musical Star is een Nederlandse talentenjacht die door de AVROTROS werd uitgezonden vanaf 15 oktober 2016.
In het programma, gepresenteerd door Tim Douwsma, ging de AVROTROS op zoek naar het grootste musicaltalent van Nederland in de leeftijdscategorie van 12 t/m 16 jaar. De vaste jury bestond uit Maurice Wijnen en Celinde Schoenmaker, en de deelnemers (Julius, Maurits, Cheyenne, Roosmarijn, Soraya, Owen, Sanne, Eefje, Ferron, Marleen, Laurian en Thiago) kregen les van bekende musicalartiesten. De winnaar, Julius de Vriend, kreeg een studiebeurs van vijfduizend euro.